# Eich
Eich é uma comuna da Suíça, no Cantão Lucerna. Em 2017 possuía 1.632 habitantes. Estende-se por uma área de 9,22 km², de densidade populacional de 274,7 hab/km². Confina com as seguintes comunas: Gunzwil, Neudorf, Nottwil, Oberkirch, Schenkon, Sempach.
A língua oficial nesta comuna é o Alemão.